# 타진 (음식)
타진(아랍어: طاجِن, طاجين, 베르베르어: ⵜⴰⵊⵉⵏ)은 모로코를 비롯한 마그레브 지역의 전통 음식이다. "타진"이라는 이름은 가운데가 뾰족하게 솟은 조리용기를 가리키는 말이기도 하며, 그 용기에 조리해낸 음식을 가리킬 때도 쓰인다. 모로코의 국민 음식 가운데 하나로 여겨진다.

## 이름
아랍어 "타진(طَاجِن)"의 초기 형태는 "티잔(طِيجَن)" 또는 "타이잔(طَيْجَن)"이며, "프라이팬"을 뜻하는 아람어 "테그나(ܛܓܢܐ)"에서 유래한 것으로 추정된다. 어원은 같은 뜻의 고대 그리스어 "타게논(τάγηνον)"이다.

## 만들기

### 모로코·알제리식
모로코·알제리식 타진은 고기, 생선, 채소, 과일 등을 스튜처럼 뭉근히 끓여 낸다.

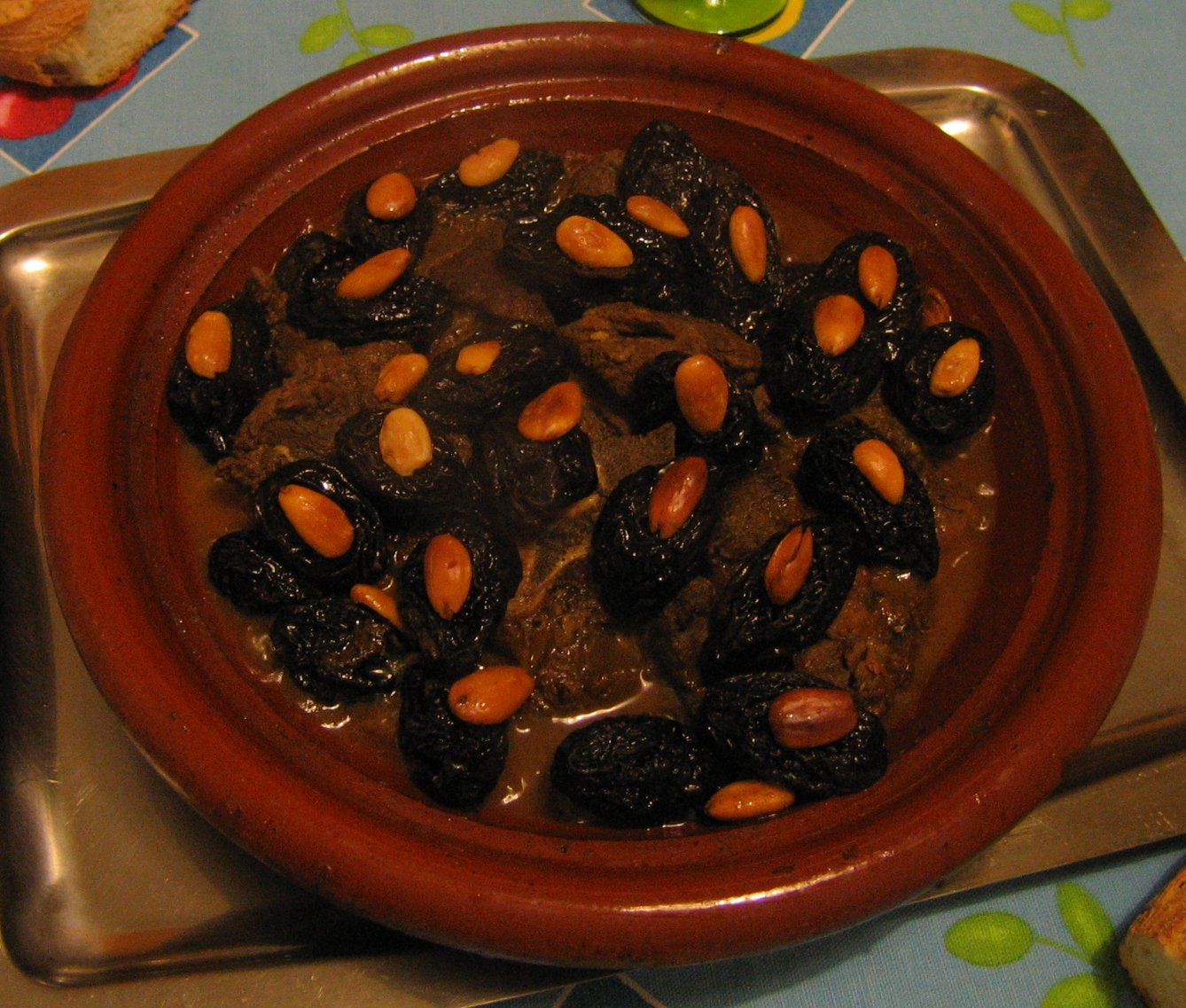
양고기, 프룬, 아몬드가 들어간 타진
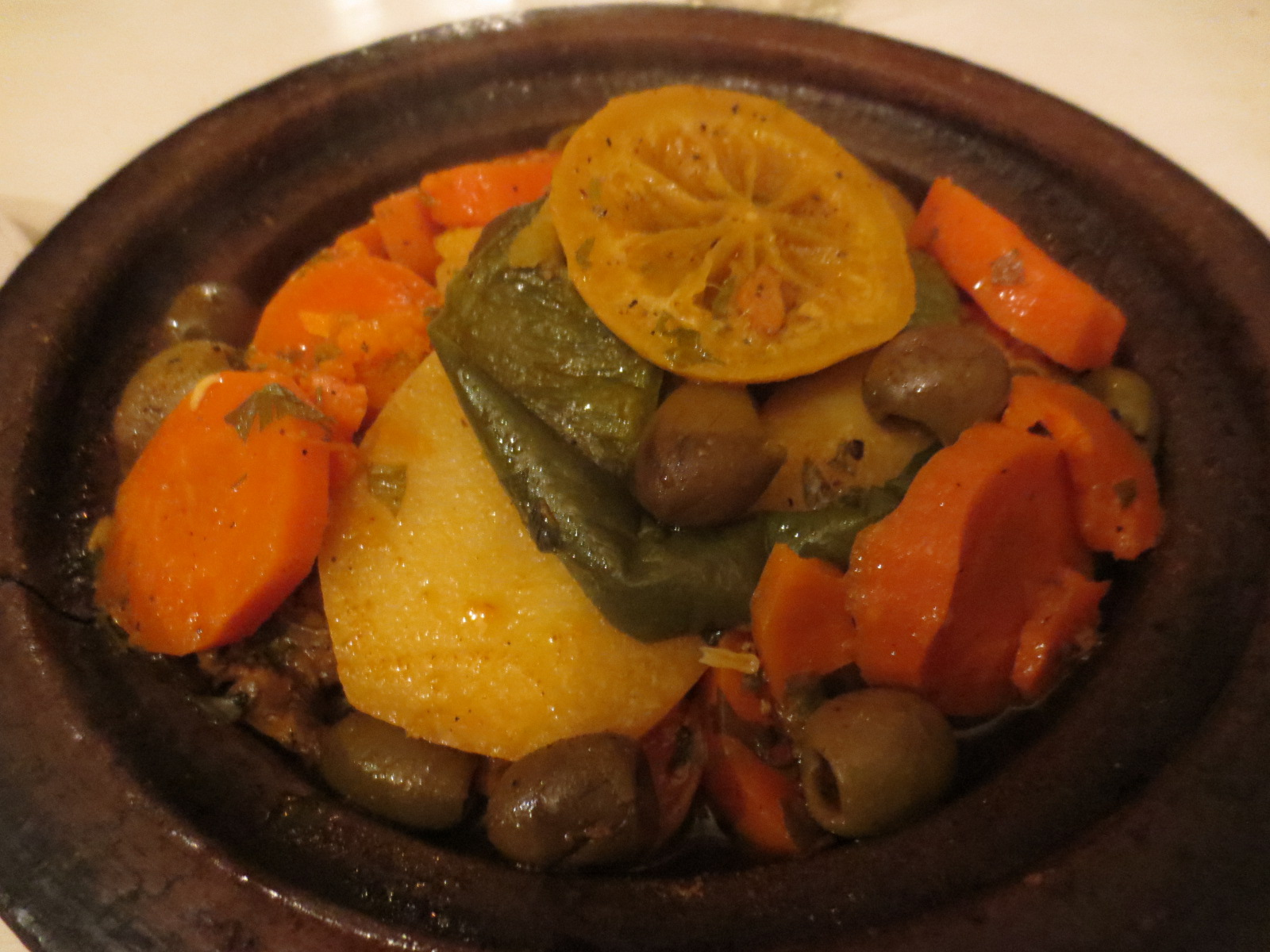
감자, 당근, 올리브가 들어간 타진
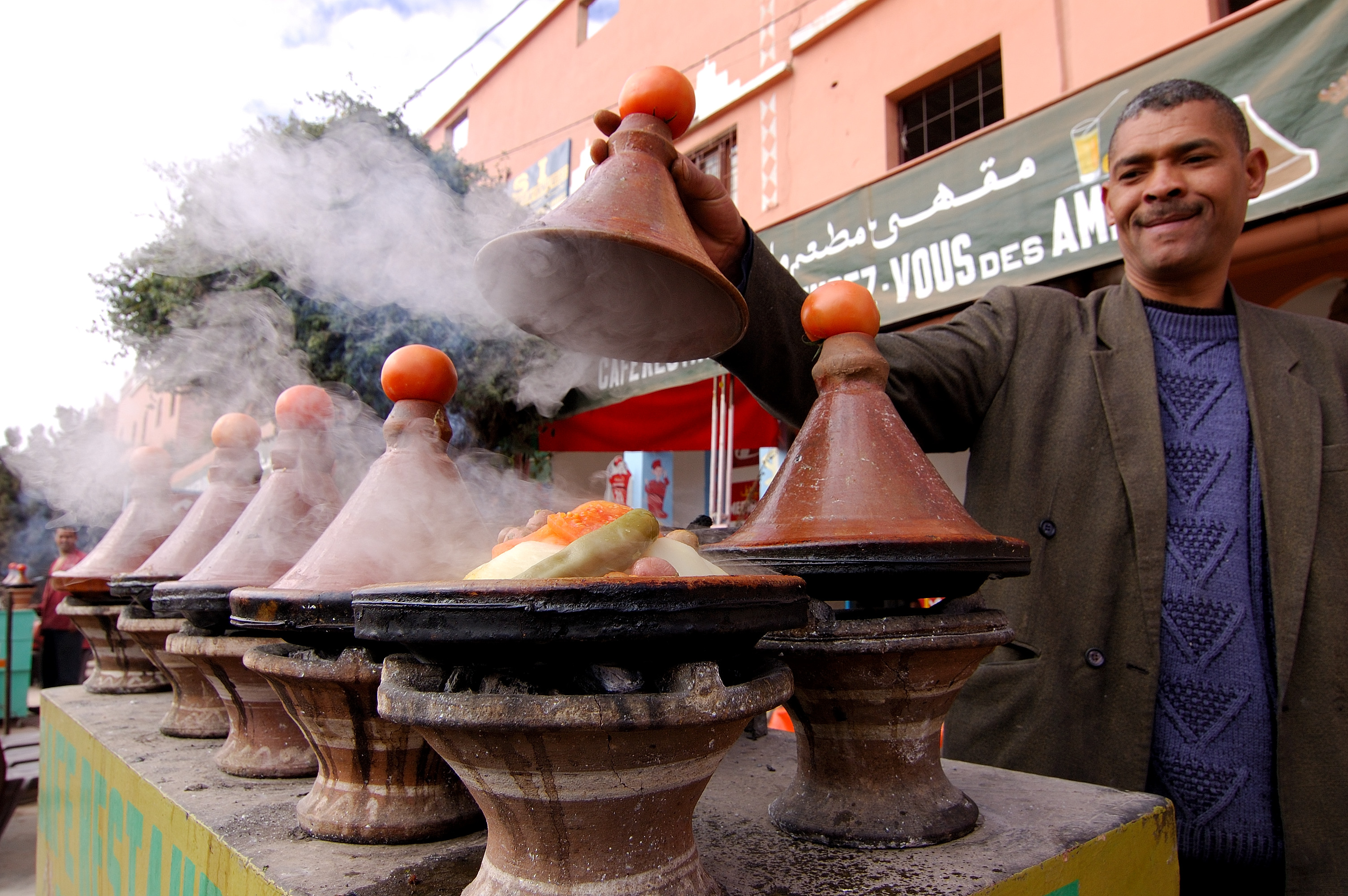
모로코식 타진 요리법
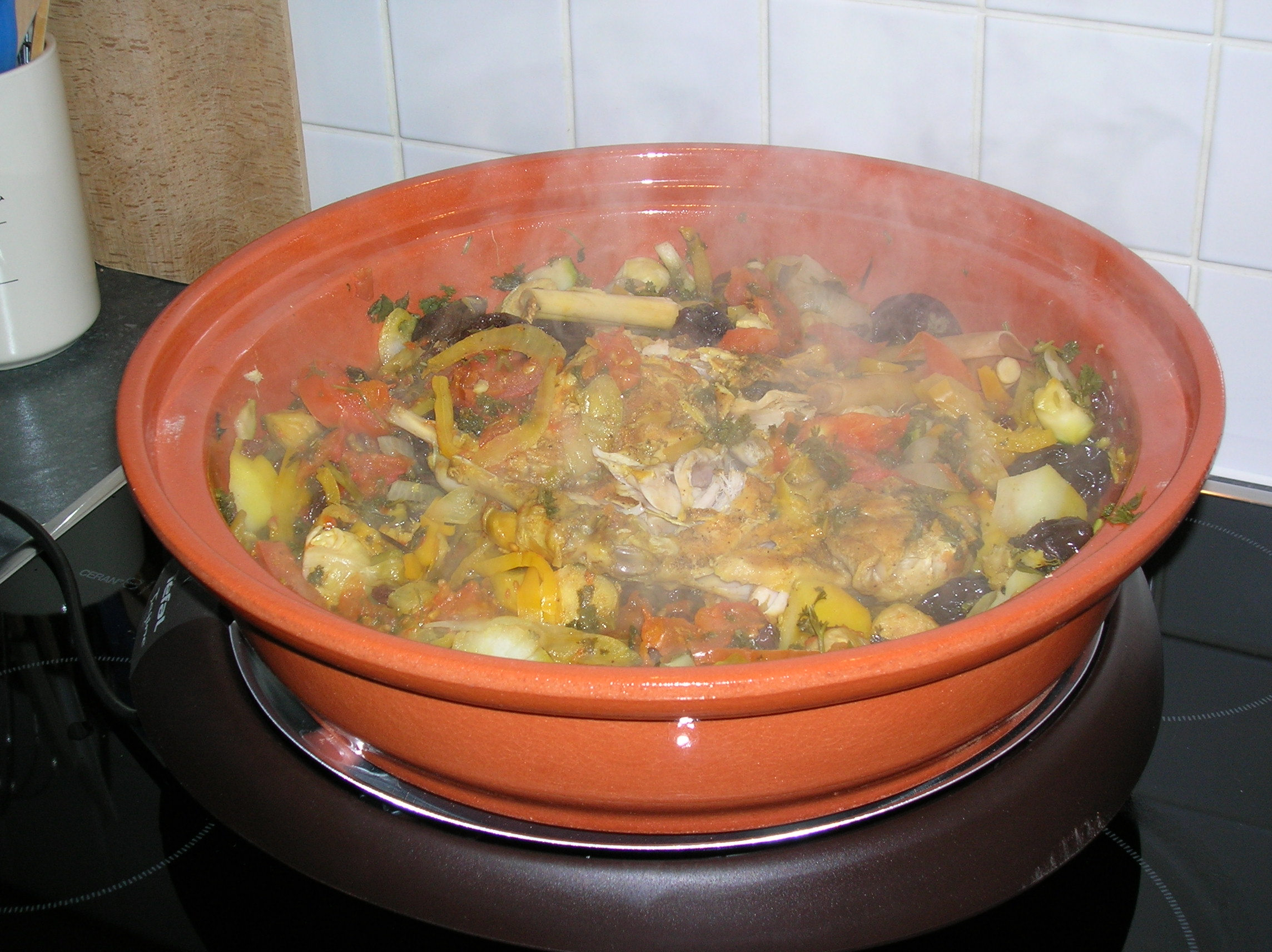
전기 타진

### 튀니지식
튀니지식 타진은 캐서롤처럼 구워 낸다.

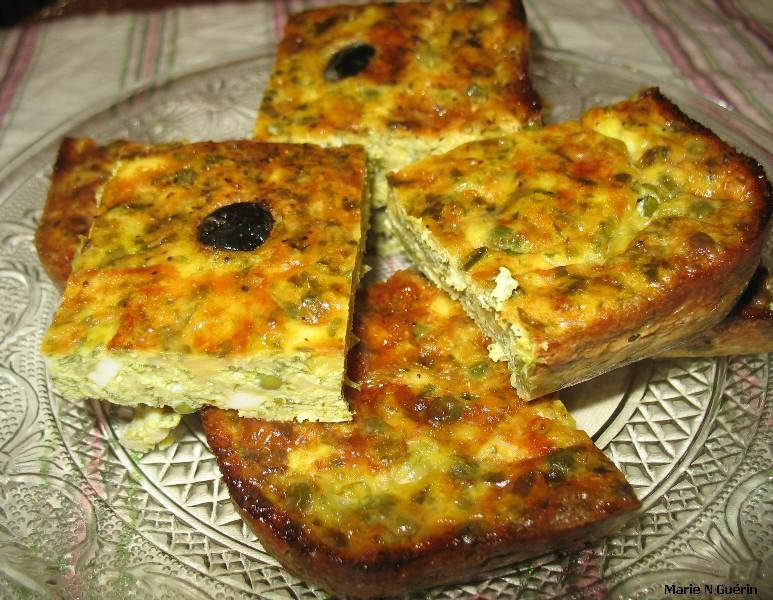
달걀이 들어간 타진
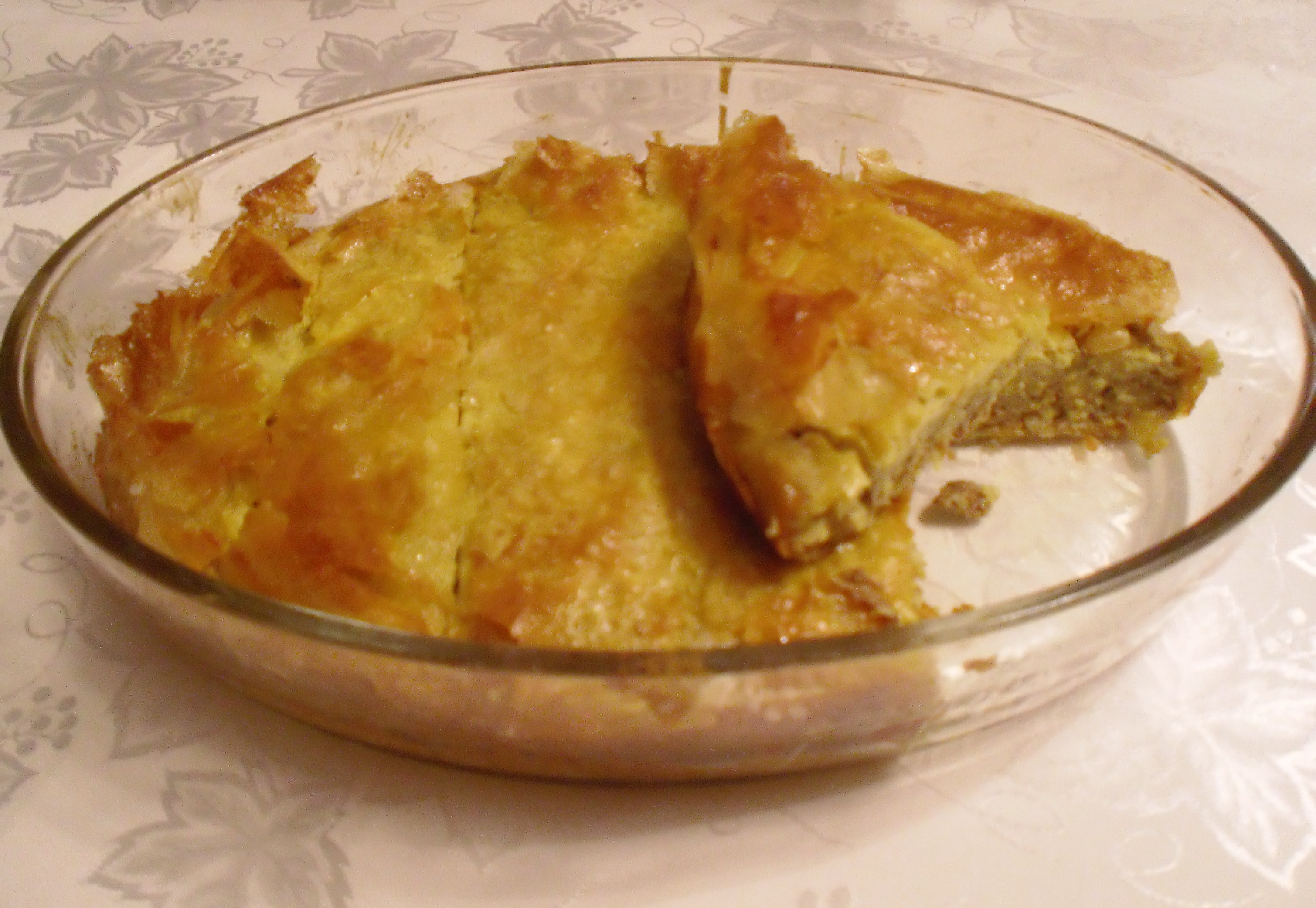
타진 말수까
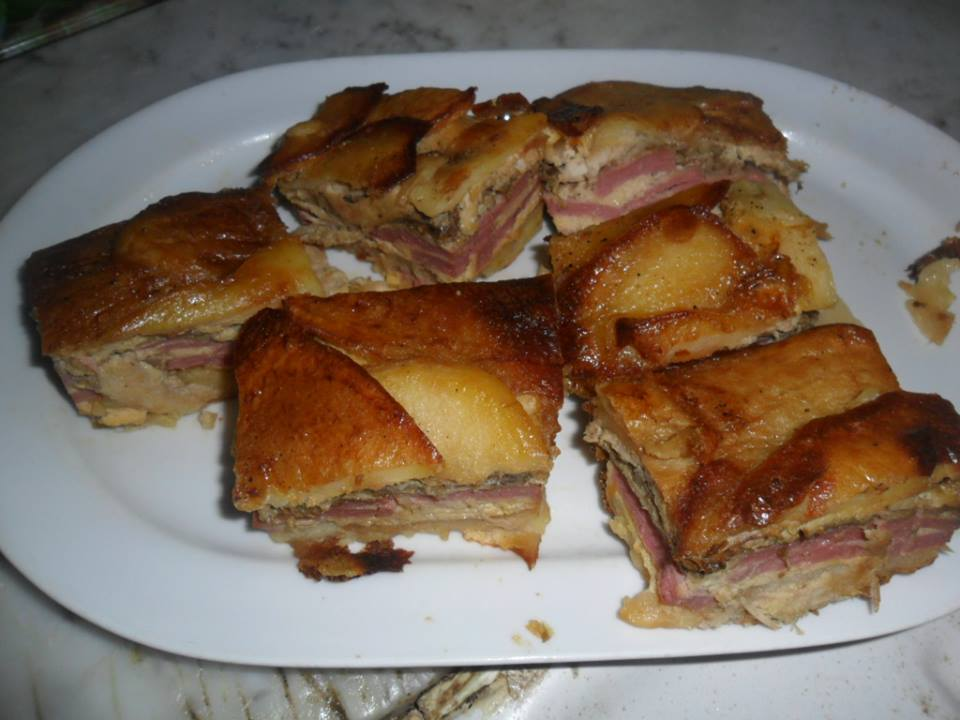
살라미가 들어간 타진

## 같이 보기
- 타진빵